# معركة ميراسيستي
معركة ميراسيستي (بالإنجليزية: Battle of Mărășești) كانت معركة كبيرة بين قوات الإمبراطورية الألمانية وقوات مملكة رومانيا خلال الحرب العالمية الأولى.

## معرض صور

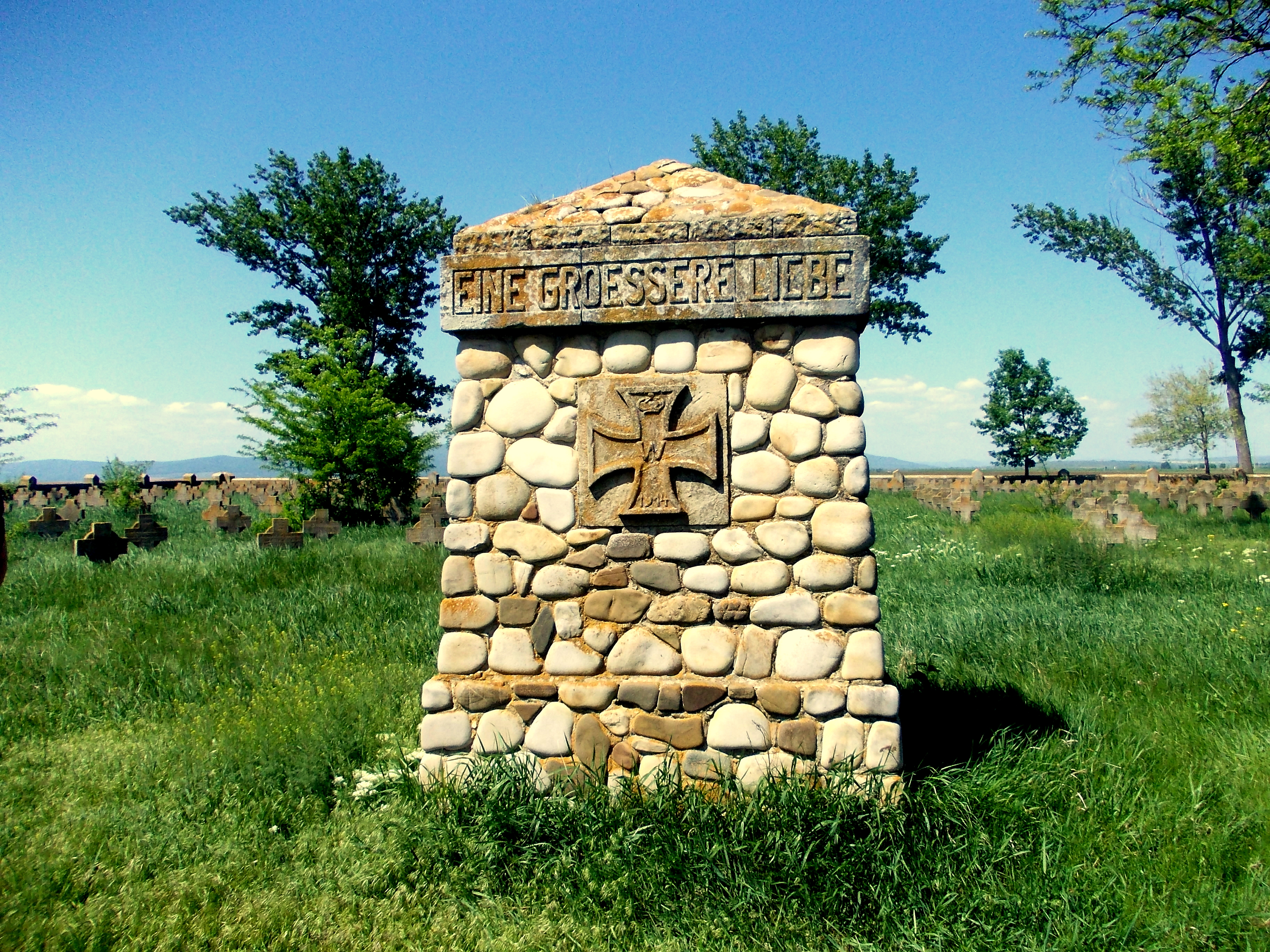
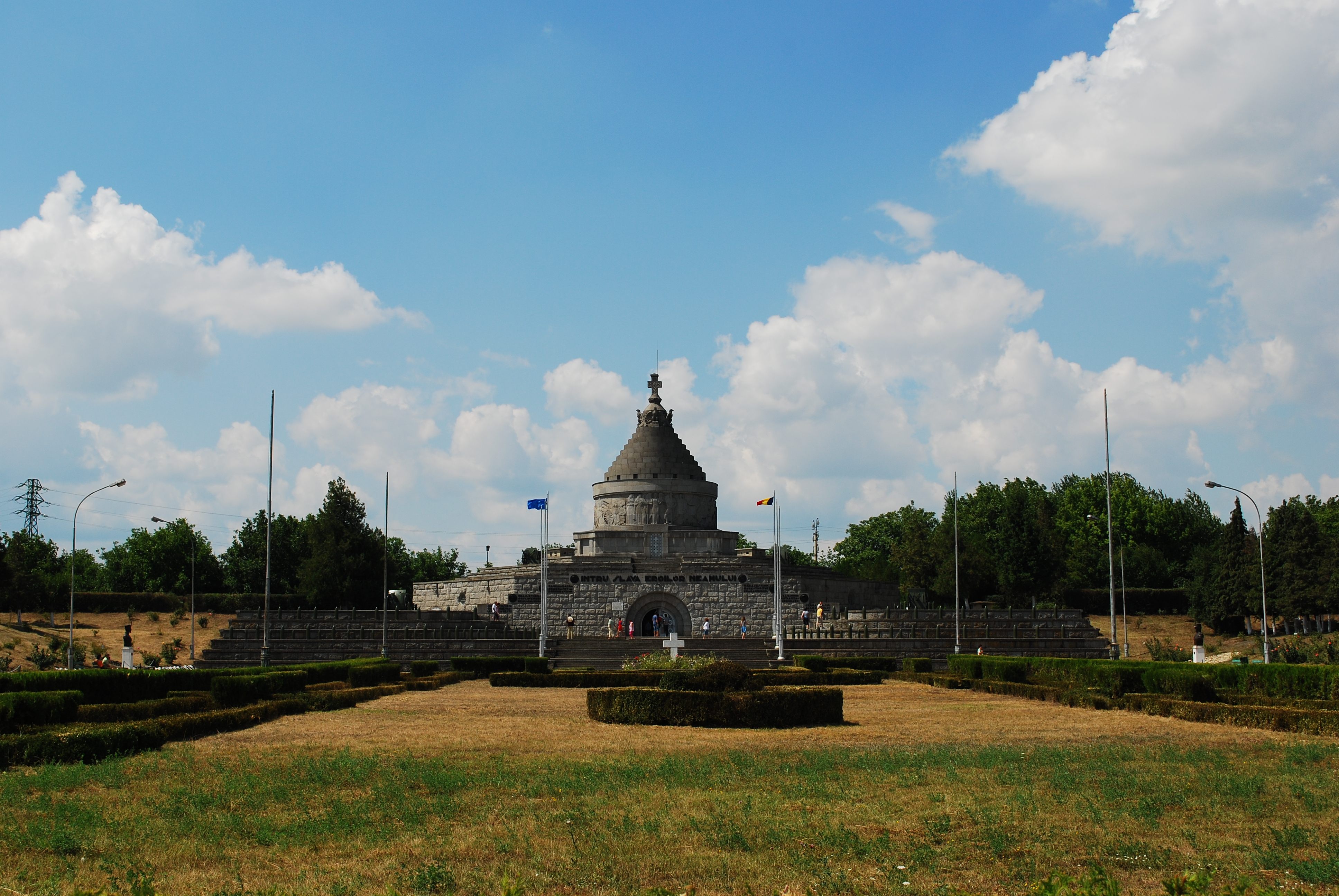